# Veľké Žabie pleso Mengusovské
Veľké Žabie pleso Mengusovské je jezero ve skupině Žabích ples Mengusovských v Kotlině Žabích ples, která tvoří boční větev Mengusovské doliny ve Vysokých Tatrách na Slovensku. Má rozlohu 2,6480 ha. Je 287 m dlouhé a 170 m široké. Dosahuje maximální hloubky 7,0 m a objemu 73 295 m³. Leží v nadmořské výšce 1921 m. Pojmenování pochází od skály, která tvoří ostrůvek uprostřed plesa a tvarem připomíná žábu.

## Okolí
Na východě se zvedají stěny hřebene Kôpek a skalní práh Dolinky pod sedlem Váha, ve které se nachází chata pod Rysmi. Na severu se výše se kotlina rozděluje a mírně stoupá k hraničnímu hřebeni s výraznými vrcholy Žabí kôň, Žabia veža a Volia veža, které jsou oblíbeným cílem horolezců. Hraniční hřeben odděluje Mengusovskou dolinu od Doliny Rybiego potoku v Polsku. Na západě se zvedá v několika stupních rameno Mengusovského Volovce. Na jih se táhne Mengusovská dolina.

## Vodní režim
Pleso nemá žádný viditelný přítok ani odtok. Žabí potok, do jehož povodí patří a který níže v Mengusovské dolině ústí do Hincova potoku odtéká z Malého Žabího plesa Mengusovského. Okolí plesa je kamenité. Rozměry jezera v průběhu času zachycuje tabulka:
| Rok     | Měření prováděl   | Rozloha ha | Délka m | Šířka m | Hloubka max.m | Objem m³ |
| ------- | ----------------- | ---------- | ------- | ------- | ------------- | -------- |
| 1928    | Josef Schaffer    | 2,2584     | 266     | 161     | 6,9           | —        |
| 1961–67 | pracovníci TANAPu | 2,646      | 287     | 170     | 7,0           | —        |
| 2005    | Gregor, Pacl      | 2,6480     | —       | —       | 7             | 73 295   |

## Přístup
Přístup je možný pěšky a to pouze v letním období od 16. června do 31. října. Výstup je možný od rozcestí nad Popradským plesem:
- po  modré turistické značce k rozcestí nad Žabím potokem (0:30) a dále
  - po  červené turistické značce (1:00), která pokračuje dále k chatě pod Rysmi na Rysy a do Polska.

K rozcestí nad Popradským plesem je možné se dostat od:
- Popradského plesa po  červené turistické značce (0:05),
- Štrbského plesa po  červené turistické značce (1:40),
- železniční zastávky Popradské Pleso po  modré turistické značce k rozcestí nad Popradským plesem (1:20).